# Stangenwaffe

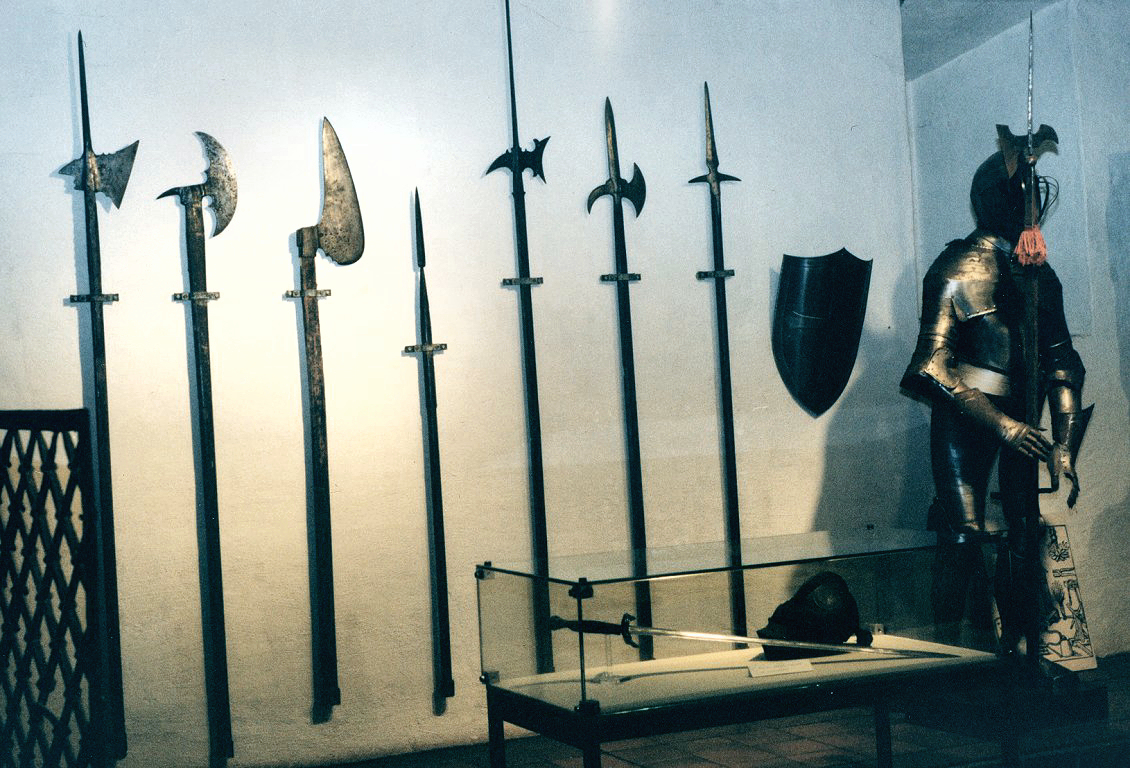
Stangenwaffen im Museum auf Burg Nideggen

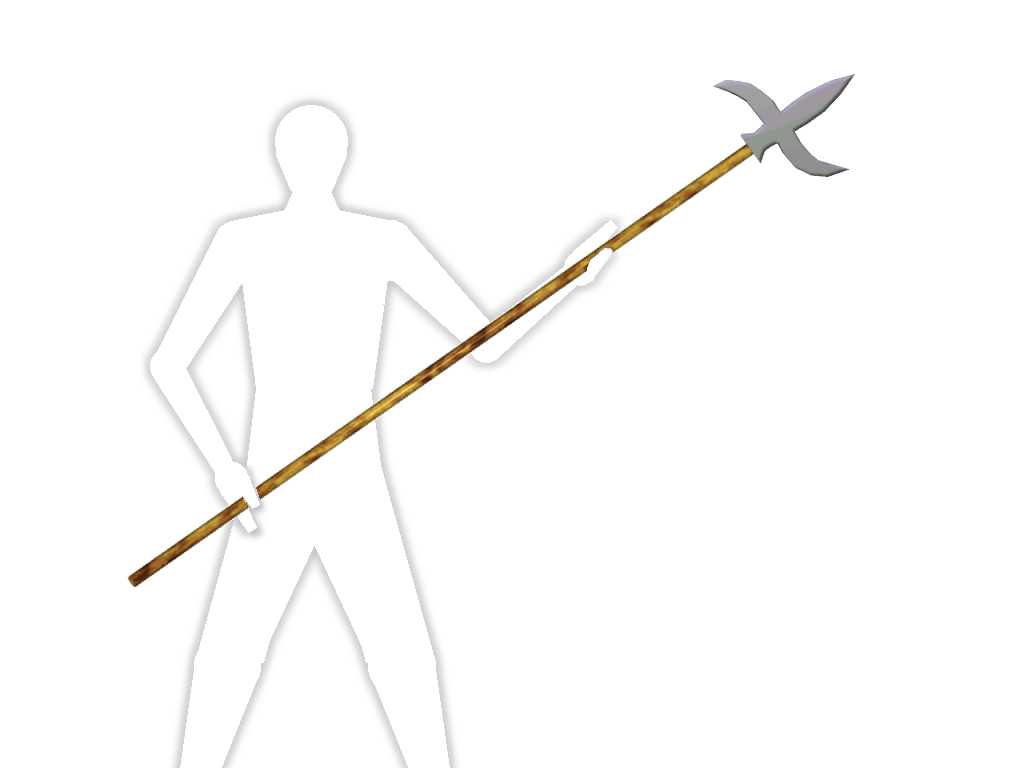
Handhabung einer Stangenwaffe

Stangenwaffen sind Waffen, die ihr wirksames Element in Form einer meist metallenen Spitze, Klinge oder Keule am Ende einer längeren, in der Regel zweihändig zu führenden Stange tragen. Abbildungen von Stangenwaffen finden sich auch auf Wappen, siehe Stangenwaffe (Heraldik).

## Geschichte
Stangenwaffen sind so alt wie die Menschheit; der Speer dürfte eine der ältesten Waffen überhaupt sein. Beim Jagen etwa ließen sich mit ihm wilde Tiere angreifen und gleichzeitig auf Abstand halten. 
Als schließlich im antiken Griechenland vom 4. bis 2. Jahrhundert v. Chr. mit der Phalanx überlegen disziplinierte und geordnete Infanterieeinheiten auftauchten, war deren Hauptwaffe die Sarissa, ein langer Spieß. Die römischen Legionen nutzten Speere wie die Hasta bis zum 1. Jahrhundert n. Chr. als Stoßwaffe, nach dem Übergang von der Phalanx- zur Manipulartaktik wurde diese Stangenwaffe durch den Wurfspeer (Pilum) verdrängt.
Im Mittelalter lösten sich die großen Infanterieverbände auf, und im feudalen Abendland bildeten die gepanzerten Reiter, die Ritter, als relativ selbständige adelige Kämpfer den Schwerpunkt der Heere. Diese führten zwar für den ersten Angriff in einer Schlacht die Lanze, die durchaus als Stangenwaffe gelten kann. Stangenwaffen für die Infanterie jedoch wurden damals lediglich von den Trossbuben, dem gemeinen Fußvolk, sowie von Bauernheeren verwendet. Oftmals waren diese Waffen bloß umgebaute landwirtschaftliche Werkzeuge wie Sensen, lange Äxte, Dreschflegel und hakenförmige Erntemesser auf langen Stangen als Waffen gegen adlige Kavallerie. Aus diesen improvisierten Kampfwerkzeugen einfacher Bauern entwickelte sich aber schließlich eine große Familie von unterschiedlichen Stangenwaffen von hoher Effektivität. Im 13. Jahrhundert waren es die flämischen Bürgerwehren, im 14. und 15. Jahrhundert die Schweizer, die sich erstmals wieder zu professionellen Infanterieverbänden zusammenschlossen. Schweizer Bürger und später Schweizer Söldner vervollkommneten dabei den technischen und taktischen Umgang mit Stangenwaffen, vornehmlich mit der Hellebarde und der Pike.
Für die Infanterie und auch für den militärischen Einzelkämpfer erwies sich die Stangenwaffe so als die effektivste Nahkampf- bzw. Blankwaffe überhaupt. Versionen wie die Hellebarde, die Partisane oder die Glefe besaßen den Vorteil großer Reichweite und Flexibilität sowie effektiver Durchschlags-, Zug- und Stoßkraft. Auf dem Schlachtfeld wurden diese Waffen taktisch großflächig eingesetzt, so etwa in Gewalthaufen in Kombination mit überlangen Stangenwaffen, wie den mindestens 3 Meter langen Piken. Aber auch die Nachtwächter in den Städten, welche oft als Einzelkämpfer arbeiteten, waren meist mit Hellebarden ausgerüstet. Zu dieser Zeit fanden Seitenwaffen wie Schwerter, Säbel, Messer und Degen in militärischer Hinsicht nur als Zweitwaffe der Infanterie oder auch als Hauptwaffe der leichten Kavallerie Verwendung. Ansonsten aber war die Seitenwaffe zwar das Statussymbol des Edelmannes, der berechtigt war, im Alltag eine Waffe zu tragen, die freilich nicht zu sperrig sein sollte; die weniger mythenumrankte Stangenwaffe aber war das effektive „Werkzeug“ für den professionellen Kämpfer. Dass Hellebarde, Partisane und Glefe aber in militärischen Kreisen ein ähnlich hohes Ansehen hatten wie das Schwert im zivilen Alltag des Adels, zeigt sich auch darin, dass Gardisten und unberittene (Unter-)Offiziere auch dann noch mit den Prunkversionen solcher Stangenwaffen ausgerüstet wurden, als deren Zeit als Hauptwaffe bereits abgelaufen war.
Das Ende der Stangenwaffen kam im 17. Jahrhundert, als die Feuerwaffen langsam alle früheren Waffen vom Schlachtfeld verdrängten. Die Stangenwaffen hielten sich noch lange Zeit als zeremonielle Waffen wie z. B. die Hellebarden der Schweizergarde des Papstes oder als Rangabzeichen wie der lange Speer (Spontoon) der Unteroffiziere der britischen Armee bis in die Zeit Napoleons. Ansonsten blieb die Stangenwaffe noch bis ins 19. Jahrhundert ein übliches Notbehelf für mangelhaft ausgerüstete Kämpfer, die etwa als Aufständische oder Belagerte keinen ausreichenden Zugang zu Feuerwaffen hatten, oder denen das Schießpulver ausging. Aus dem Waffenarsenal regulärer militärischer Mannschaften verschwand die Stangenwaffe jedoch im Verlaufe des 18. Jahrhunderts ganz, sieht man von den Lanzen ab, die von Ulanen und anderen berittenen Einheiten noch bis in die Weltkriege des 20. Jahrhunderts hinein verwendet wurden.

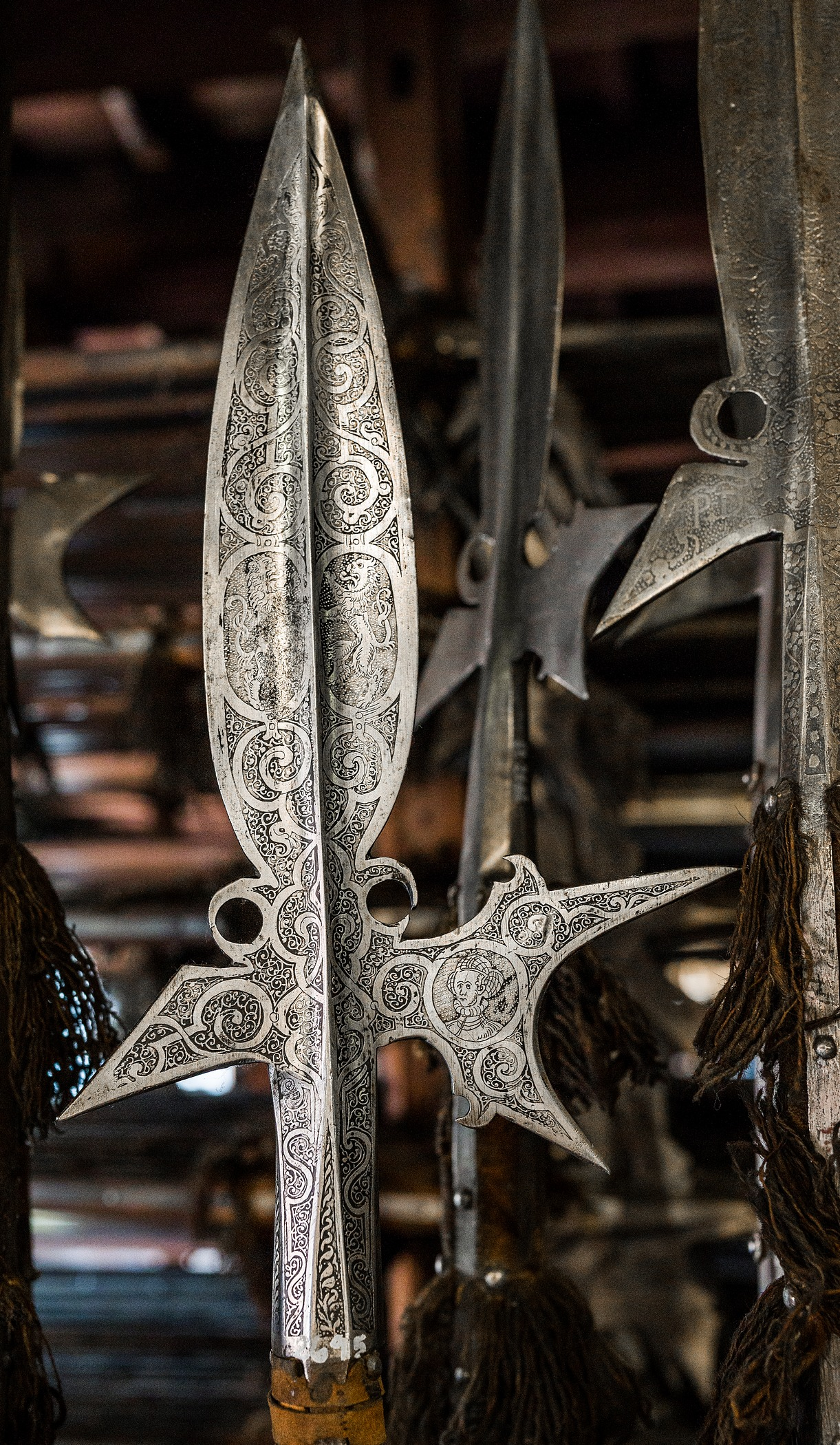
Kunstvolle Ätzverzierung auf Stangenwaffe

Das Prinzip der Stangenwaffe, eine Klinge auf ein langes Griffstück zu setzen, lebt allerdings noch bis heute im seit dem Ende des 17. Jahrhunderts verwendeten Bajonett fort, das am Lauf eines Gewehres befestigt wird. Die Verwendung einer Klinge als Bajonett ist bis heute die effektivste Anwendungsform einer Blankwaffe als Notbehelf für einen Schützen, der aufgrund Munitionsmangels oder im Nahkampf keine sinnvolle Möglichkeit zum Schuss hat.

## Auswahl verschiedener Stangenwaffen
- Atlatl
- Berdysch
- Contus
- Dory (Waffe)
- Ge (Waffe)
- Glefe
- Guan Dao
- Hakenspieß
- Hasta
- Hellebarde
- Hippe (Waffe)
- Kriegsflegel
- Kriegsgabel
- Kriegssense
- Kuse
- Lanze
- Luzerner Hammer
- Mordaxt
- Naginata
- Partisane
- Pilum
- Rabenschnabel
- Sarissa (Waffe)
- Schwertstab
- Speer
- Spetum
- Spieß
- Sponton
- Voulge
- Yari

Nicht zu den Stangenwaffen zu rechnen sind Blankwaffen mit nur kurzem Schaft, wie Äxte, Streitkolben oder Morgensterne.